# Манданичи
Манданичи (итал. Mandanici) — коммуна в Италии, располагается в регионе Сицилия, в провинции Мессина.
Население составляет 762 человека (2008 г.), плотность населения составляет 69 чел./км². Занимает площадь 11 км². Почтовый индекс — 98020. Телефонный код — 0942.
Покровительницей коммуны почитается святая Доминика, празднование 6 июля и второе воскресение августа.

## Демография
Динамика населения:

## Администрация коммуны
- Официальный сайт: